# Antonio Gasparetti
Antonio L. Gasparetti (La Spezia, 11 marzo 1903 – Milano, 1978) è stato un ispanista e traduttore italiano.

## Biografia
Gasparetti fu traduttore di numerose opere di autori spagnoli, specialmente del teatro di Lope de Vega e degli scritti di Francisco de Quevedo; si concentrò sui poeti, sui drammaturghi e sui prosatori del periodo centrale del Siglo de Oro.

## Opere

### Traduzioni
- Clement Vaulet, Il mio parroco fra i ricchi, Milano, Vecchi, 1926 dal francese
- Clement Vaulet, Il mio parroco tra i poveri, Milano, Vecchi, 1927 dal francese
- Concha Espina, Le fanciulle scomparse e la fiamma di cera, Firenze, Vallecchi, 1928
- La collezione di comedias nuevas escogidas: Madrid, 1652-1681, Venezia, Olschki, 1932
- Lope de Vega, La gatomaquia, Firenze, La nuova Italia, 1932
- Francisco de Quevedo, Il pitocco, Torino, UTET, 1935
- Wenceslao Fernández Flórez, Le sette colonne, Milano, Rizzoli, 1936
- Miguel de Unamuno, Il Cristo di Velázquez, Brescia, Morcelliana, 1948
- Miguel de Cervantes, Novelle esemplari, Milano, Rizzoli, 1956 (2 voll.)
- Benito Pérez Galdós, Misericordia, Milano, Rizzoli, 1956
- Tirso de Molina, L'ingannatore di Siviglia e Il convitato di pietra, Milano, Rizzoli, 1956
- Pedro Antonio de Alarcón, Capitan Veleno, Milano, Rizzoli, 1957
- Jacinto Benavente, Teatro scelto, Roma, Casini, 1957 (anche curatela)
- Pedro Calderón de la Barca, La vita è sogno, Milano, Rizzoli, 1957
- José Zorrilla, Don Giovanni Tenorio, Milano, Rizzoli, 1957
- Luis de Granada, Vita del venerabile maestro Giovanni D'Avila, Milano, Edizioni Paoline, 1958
- Gabriel Miró, Il libro del signor Siguenza, Milano, Rizzoli, 1958
- José María de Pereda, Il richiamo della montagna, Milano, Rizzoli, 1958
- Lope de Vega, La fedele custode, Pescara, Edizioni Paoline, 1958
- Lope de Vega, Soliloqui di un'anima a Dio, Milano, Edizioni Paoline, 1958
- Azorín, Vita di uno strano signore, Milano, Rizzoli, 1959
- Juan Ramón Jiménez, Platero y yo, Milano, Nuova Accademia, 1959 (anche curatela)
- Gabriel Miró, Itinerario nel nulla, Milano, Nuova Accademia, 1959 (anche curatela)
- Francisco de Quevedo, I sogni, Milano, Rizzoli, 1959
- Francisco Villaespesa, "La reggia delle perle", Edizioni Paoline, 1960, 1961, 1962
- Pío Baroja, La via delle perfezioni, Milano, Rizzoli, 1960
- Vicente Blasco Ibáñez, Fango e canneti, Milano, Rizzoli, 1960
- Mariano José de Larra, Articoli scelti, Milano, Edizioni Paoline, 1960
- Lazzarino del Tormes, Milano, Rizzoli, 1960 (anche curatela)
- Francisco Martínez de la Rosa, La congiura di Venezia, Milano, Edizioni Paoline, 1960 (anche curatela)
- Juan Eusebio Nieremberg, Lettere scelte, Bari, Edizioni Paoline, 1961
- Emilia Pardo Bazán, Signorotti di Galizia, Milano, Rizzoli, 1961
- Miguel de Unamuno, Vita di Don Chisciotte e Sancio, Milano, Rizzoli, 1961
- Vita e imprese di Stefanello González, uomo di buon umore, Milano, Rizzoli, 1961
- Eduardo Marquina, Teresa di Gesù: quadri carmelitani, Catania, Edizioni Paoline, 1962
- Alonso Gerónimo de Salas Barbadillo, La figlia di Celestina, Milano, Rizzoli, 1962
- Fernán Caballero (scrittrice), Simón Verde, Modena, Edizioni Paoline, 1963
- Marcial Olivar, Museo d'arte di Catalogna, Barcellona, Novara, De Agostini, 1963
- Lope de Vega, La dama sciocca, Milano, Rizzoli, 1963
- Lope de Vega, Le famose asturiane, Milano, Rizzoli, 1963
- Cristóbal de Villalón, Dal viaggio in Turchia, Bari, Edizioni Paoline, 1963
- Fernán Caballero, La gabbiana, Milano, Rizzoli, 1964
- Garci Rodríguez de Montalvo, Amadigi di Gaula, Torino, Einaudi, 1965
- Lope de Vega, Castigo, non vendetta, Milano, Rizzoli, 1965
- Lope de Vega, Il certo per l'incerto, Milano, Rizzoli, 1965
- Lope de Vega, Fuenteovejuna, Milano, Rizzoli, 1965
- Lope de Vega, Peribáñez e il commendatore di Ocaña, Milano, Rizzoli, 1965
- Lope de Vega, La schiava del suo innamorato, Milano, Rizzoli, 1965
- Lope de Vega, Il cane dell'ortolano, Milano, Rizzoli, 1966
- Pedro Calderón de la Barca, Casa con due porte mal si guarda, Roma, Edizioni Paoline, 1966
- José Echegaray, O pazzia o santità, Roma, Edizioni Paoline, 1966
- Antonio Mira de Amescua, Lo schiavo del demonio, Catania, Edizioni Paoline, 1966
- Baltasar Gracián, Oracolo manuale e arte di prudenza, Milano, Rizzoli, 1967
- Emilia Pardo Bazán, Madre natura, Milano, Rizzoli, 1967
- Manuel Bretón de los Herreros, Muori e vedrai!, Catania, Edizioni Paoline, 1967
- Agustín Moreto, Il bel don Diego, Catania, Edizioni Paoline, 1967
- Benito Pérez Galdós, La matta di casa, Catania, Edizioni Paoline, 1967
- Xavier de Maistre, Spedizione notturna attorno alla mia camera, Bari, Edizioni Paoline, 1969
- Armando Palacio Valdés, Marta e Maria, Milano, Club degli editori, 1974